# Agostino Yi Kwang-hon
Kwang-hon Augustinus Yi (in coreano: 이광헌 아우구스티노; 1787 – Seul, 24 maggio 1839) è stato un nobile coreano, martire, proclamato santo da papa Giovanni Paolo II nel 1984.
Fu fratello, marito e padre di altri tre martiri uccisi in Corea nei mesi seguenti, rispettivamente san Giovanni Battista Yi Kwang-nyol, santa Barbara Kwon Hui e santa Agata Yi.